# Superman II.
A Superman II 1980-ban bemutatott akció-sci-fi film, az 1978-as Superman film folytatása. A rendezést Richard Donner kezdte el, majd az ő menesztését követően Richard Lester fejezte be. A főszerepeket Christopher Reeve és Gene Hackman játszották.

## Cselekmény
Párizsban terroristák a város felrobbantásával fenyegetőznek. Lois Lane rögvest a városba utazik, a sztori után szimatolva. Mikor Clark Kent erről értesül, Supermanként utána repül és megmenti a szorult helyzetbe került Loist, a terroristák bombáját pedig az űrbe hajítja. Ott azonban a bomba felrobban és feltöri a három kryptoni lázadót, Zod tábornokot, Ursát és Nont fogva tartó Fantomzónát. Szabadulásuk után előbb a Holdon landolnak, ahol szembesülnek növekvő erejükkel, majd a Földet veszik célba, ahol végre kiélhetik hatalmi törekvéseiket.
Eközben Lex Luthor a börtönben készíti elő szökését, valamint igyekszik Superman nyomára bukkanni. Miss Teschmaker segítségével hőlégballonon megszökik (bugyuta társa, Otis viszont túlsúlyosnak bizonyul, így őt otthagyják a börtönben), majd egy fekete doboz jelzéseit követve észak felé veszi az irányt, ahol rábukkan a Magány Erődjére.  Itt aktiválja azt az oktatókristályt, amelyben Superman anyja, Lara elmondja Zod tábornok lázadásának és foglyul ejtésének történetét. Luthor innentől kezdve célul tűzi ki, hogy rábukkan a három lázadóra, akiknek a Földön egyenként akkora ereje lehet, mint Supermannek.
A párizsi kalandból hazatérve Lois és Clark azt a megbízást kapják, hogy friss házasoknak kiadva magukat szobát vegyenek ki egy szállodában a Niagara vízesés mellett, cikket írva arról, hogyan bánnak a vendéglátók a nászutasokkal. A vízesésnél egy gyerek majdnem lezuhan, de Superman megmenti őt, éppen azalatt, míg Clark elment a büfébe. Lois, akiben egyre erősebb a gyanú, hogy Clark és Superman ugyanaz az ember, a vízbe veti magát, hogy feltevését bebizonyítsa. Clark végül úgy menti meg őt, hogy képességeit nem fedi fel (lézerszeme segítségével a folyóba juttat egy vastag ágat, amibe Lois belekapaszkodhat). A szállodaszobában azonban Clark megbotlik, és keze beleér a szobában égő tűzbe, mégis sértetlen marad. Ezek után már nem tagadhatja Lois előtt kilétét és érzelmeit. Hogy jobban megismertesse magát, elviszi kolléganőjét a Magány Erődjébe. Megmutatja neki a zöld kristályt is, amely elvezette őt oda. Miután Lois megszemlélte, elejti a kristályt, ami belesüpped a hóba. Superman/Clark anyja, Lara szellemétől kér tanácsot arra az esetre, ha földi emberrel kíván egy pár lenni.  Mint kiderül, ez csak nagy áldozat árán lehetséges: magának is földi emberré kell válnia, elveszítve szuperképességeit. Bár anyja figyelmezteti, hogy a folyamat visszafordíthatatlan, Clark mégis vállalja, hogy bemegy az átalakítást végző kristálykamrába. A folyamattal egyidejűleg megsemmisülnek a kristályok, amelyek Superman számára a kapcsolatot jelentették kryptoni szüleivel. Clark immár emberként teljesítheti be szerelmét Loissal, aki addig észrevétlenül volt szem- és fültanúja a beszélgetésnek és az átalakulásnak.
Clark és Lois mit sem sejtenek arról, hogy ezalatt Zod tábornok csapata a Földre érkezett és erejüket felhasználva terrorizálják az embereket. Miután megtudják, hogy az elnök az Amerikai Egyesült Államok első embere, betörnek a Fehér Házba, hogy térdre kényszerítsék az elnököt. Először az egyik embere hajt térdet Zod előtt, ő azonban rögtön észreveszi, hogy aki ilyen könnyen megadja magát, az nem lehet több millió ember vezetője. Ekkor előlép az igazi elnök, aki csak azután hajlandó letérdelni, hogy a tábornok garantálja, nem esik bántódása az embereknek.
Lois és Clark hazafelé tartva betérnek egy országúti étkezdébe. Itt Clark szembesülni kénytelen emberi mivoltának korlátaival: összetűzésbe keveredik egy kötekedő kamionossal, aki megveri őt. Az incidens után a pincérnő bekapcsolja a tévét, ahol éppen az elnök beszél: a többi államfő jóváhagyásával a Földön minden hatalmat Zod tábornokra ruház. Clark az ismerős név hallatán megdöbben. Az elnök a hatalomátadás bejelentése után kétségbeesetten segítséget kér Supermantől, mire Zod magához ragadja a mikrofont és kihívja Supermant, hogy küzdjenek meg. Clark rádöbben, mennyire meggondolatlanul cselekedett, és dacolva azzal, hogy nincs mit tennie, elindul vissza a Magány Erődjébe. Ott végül sikerül rábukkannia a zöld kristályra, amely a hóban sértetlen maradt. A kristály ismét működésbe lép…
Lex Luthor a Fehér Házban felkeresi az immár a Föld felett uralkodó kryptoni lázadókat, és Ausztráliáért cserébe felajánlja nekik, hogy elvezeti őket ellenségük, Jor-El fiához, aki nem más, mint Superman. Először Metropolisba mennek, ahol a Daily Planet szerkesztőségében rábukkannak Loisra, aki Luthor elmondása szerint közeli kapcsolatban áll Supermannel. Ekkor megjelenik az immár erejét visszanyert Superman és szembeszáll a három lázadóval. Miután azonban látja, hogy a kilátástalan harcnak a város lakói láthatják a kárát, megfutamodást színlelve elrepül. Luthor sejti, hogy Superman a Magány Erődjébe mehetett, így a három kryptoni odarepül, Luthorral és a túszul ejtett Loissal együtt. Itt Superman ismét megverekszik velük, a lázadók azonban Lois megölésével fenyegetik. Mikor Luthor megtudja, hogy tőle is meg akarnak szabadulni, megpróbál Supermanhez fordulni, aki megemlíti neki a kristálykamrát. Csakhogy Luthor ismét köpönyeget vált, kifecsegi a titkot Zod tábornoknak, aki kényszeríti Supermant, hogy alávesse magát az átalakító eljárásnak. Superman azonban átszerelte a szerkezetet úgy, hogy az kívül fejtse ki hatását, ennek következtében Zod, Ursa és Non alakultak át emberré, míg ő a kristálykamra belsejében biztonságban volt. Így már könnyűszerrel legyőzhetik a három lázadót. A kétkulacsos Luthor ekkor igyekszik úgy feltüntetni magát, mint aki Supermannel közösen állította a csapdát, de próbálkozása hiábavaló.
Superman hazaviszi Loist, aki könnyek között búcsúzik el tőle. Másnap a szerkesztőségben találkoznak újra. Miután Clark látja, hogy Loisnak mekkora lelki terhet együtt élni a titokkal, megcsókolja kolléganőjét, aki ennek hatására rövid ideig elkábul, majd magához térve elfelejti az utóbbi napok eseményeit, Clarkra ismét úgy tekint, mint egy kedves kollégájára. Clark ezután visszatér az étkezdébe, ahol revansot vesz a kamionoson (saját magyarázata szerint „erősített”), majd Supermanként segít helyreállítani a Zod tábornokék által okozott károkat és megígéri az elnöknek, hogy máskor nem fog ennyit késlekedni.

## Szereplők

### Jellemzések
- Superman/Clark Kent/Kal-El Kal-El néven született a Krypton bolygón. Szülőbolygója pusztulása előtt egy rakétában sikerült kimenekíteni. Az eltérő körülmények között a Földön különleges képességekkel rendelkezik, amelyek birtokában kettős életet él: civilben Clark Kent néven a Daily Planet újságírója, Superman néven pedig a bajbajutottakon segítő és bűnözők ellen harcoló szuperhős. A Lois Lane iránti szerelme választásra kényszeríti kétféle élete között.
- Zod tábornok Kryptoni lázadók vezére, akit büntetésből a Tanács döntése nyomán Superman apja, Jor-El a Fantomzónába zárt. Egy véletlen folytán kiszabadul és a Földön tör uralomra.
- Ursa Kegyetlen kryptoni nő, Zod tábornok követője, szintén a Fantomzónából szabadul.
- Non Zod tábornok nagy termetű, alacsony intelligenciájú, erőszakos követője, ugyancsak kiszabadul a Fantomzónából.
- Lois Lane A Daily Planet agilis újságírónője, Supermannel egymásba szeretnek. Gyanakodni kezd Superman és Clark Kent azonosságáról.
- Perry White A Daily Planet főszerkesztője.
- Jimmy Olsen A Daily Planet fiatal fotóriportere.
- Lex Luthor Bűnözőzseni, akit Superman börtönbe juttatott. Szökésre és revansra készül.
- Miss Teschmaker Lex Luthor segítője és barátnője, aki segít a szökésben.
- Otis Lex Luthor kövér, bugyuta segítőtársa, aki főnökével együtt került börtönbe.
- Lara Kal-El (Superman) biológiai anyja. A Krypton bolygó pusztulásakor elhunyt, de a férje, Jor-El által készített kristályok segítségével halála után is képes kommunikálni fiával a Magány Erődjében.

### Szereposztás
| színész           | szereplő                   | magyar hang            |
| ----------------- | -------------------------- | ---------------------- |
| Christopher Reeve | Superman/Clark Kent/Kal-El | Rátóti Zoltán          |
| Gene Hackman      | Lex Luthor                 | Papp János             |
| Margot Kidder     | Lois Lane                  | Simon Mari             |
| Terence Stamp     | Zod tábornok               | Fülöp Zsigmond         |
| Sarah Douglas     | Ursa                       | Csere Ágnes            |
| Jack O'Halloran   | Non                        | nem szólal meg         |
| Jackie Cooper     | Perry White                | Beregi Péter           |
| Mark McClure      | Jimmy Olsen                | Zalán János            |
| Ned Beatty        | Otis                       | Kránitz Lajos          |
| Valerie Perrine   | Miss Teschmaker            | Kocsis Mariann         |
| Susannah York     | Lara                       | Prókai Annamária       |
| E.G. Marshall     | elnök                      | Kristóf Tibor          |
| Clifton James     | seriff                     | Hankó Attila           |
| Peter Whitman     | Dwayne seriffhelyettes     | Görög László           |
| Anthony Milner    | terrorista                 | Sinkovits-Vitay András |
| Richard Griffiths | terrorista                 | Balázsi Gyula          |

## A forgatás
Richard Donner kezdetben egyszerre forgatta a két Superman-filmet, bár a második rész munkálatait a Warner később leállíttatta, hogy az első filmre lehessen koncentrálni. Az első rész bemutatása után több nehézség kísérte a folytatás készítésének újraindulását. Egyrészt Marlon Brando jelentős pénzösszeget követelt nemcsak az új jelenetekért, de az első rész felvételeinek felhasználásáért is. Donner és a producerek között pedig feszültséget okozott, hogy a rendező az első rész stílusát akarta a továbbvinni, nem sajnálva a minőség érdekében a költségeket sem, a producerek viszont egy kisebb költségvetésű, komikusabb filmet akartak.
A viták eredményeképpen menesztették Donnert, aki addigra már majdnem 80%-ban végzett a film forgatásával. Helyére Richard Lester került, aki saját bevallása szerint a filmek forgatása előtt nem is ismerte a képregényhőst (az első rész forgatásában is részt vett, közvetítve Donner és a producerek között, akik állítólag nem voltak hajlandók szóba állni). Az új rendező Donner jeleneteinek egy részét kihagyta, másokat újraforgatott. Ezen kívül több komikus elemet vitt a filmbe, megjelentek a rajzfilmeket idéző túlzott hangeffektusok is. A mozikba került változatban mintegy 75-25% a Lester és Donner által rendezett jelenetek száma. Mivel a két rendezővel készült felvételek között nagyjából két év telt el, helyenként látszik a különbség a szereplők megjelenésén.
A színészek többsége nem vette jó néven a váltást. Marlon Brando jelenetei az anyagi vitákból kifolyólag kimaradtak a filmből, Jor-El helyett a Susannah York által alakított Lara beszélgetett Supermannel. Gene Hackman nem volt hajlandó Lester jeleneteiben szerepelni, mivel szerinte bugyuta vígjátékká akarta silányítani a filmet. Emiatt többnyire a Donner által rendezett szerepléseit használták fel, illetve szükség esetén dublőrrel és hangutánzóval helyettesítették. Valerie Perrine és Ned Beatty szintén nem vettek részt a további forgatásokban.  A felsorolt színészek nem szerepeltek a harmadik részben sem, amelyben Margot Kidder is csupán két rövid jelenetben látható. A színészek többségének az sem tetszett Lester rendezői stílusában, hogy sokszor távoli nézőpontból vett fel jeleneteket, köztük korábbiak újraforgatását is, emiatt nem mindig voltak tisztában vele, milyen távolságból látja őket a kamera.
Az előző részhez hasonlóan a Keresztapát is jegyző Mario Puzo írta az alaptörténetet, ami alapján a forgatókönyvet David és Leslie Newman dolgozta ki. Donner azonban annyira igénytelennek találta Newmanék munkáját, hogy mindkét résznél felkérte Tom Mankiewiczet a forgatókönyv átdolgozására. Miután azonban Donnert menesztették, ismét átírták a forgatókönyvet. A további folytatások forgatókönyvének írásában már sem Puzo, sem Mankiewicz nem vett részt (pedig Donner eredeti elképzelése az lett volna, hogy a harmadik rész készítésében már csak producerként vesz részt, a rendezést átadja Mankiewicznek).
A Donner által rendezett jelenetek operatőre még Geoffrey Unsworth volt, aki nem sokkal az első film bemutatása után elhunyt. Így az újabb felvételeknél már Robert Paynter állt a kamera mögött.
Az új zeneszerző Ken Thorne lett, aki azonban nagyrészt John Williams témáira támaszkodott.

## A film változatai
Az amerikai ABC csatorna által bemutatott verzió 17 percnyi kimaradt jelenetet tartalmaz, főleg Donner rendezésében. Egy részük választ adott néhány kérdésre a történettel kapcsolatban:
- Superman úton Párizs felé lehagy egy Concorde-ot.
- Zod és Ursa beszélgetése a Holdon hosszabb.
- Superman a lézerszeme segítségével szuflét készít, amikor Loisszal vacsorázik.
- A három kryptoni Fehér Ház elleni inváziója hosszabb, látható, amint Zod gépfegyverrel lövöldözik, Non pedig elijeszt egy kutyát.
- A három kryptoni lázadó Luthorral és a túszul ejtett Loisszal landol a Magány Erődje előtt, próbálják kitalálni, hogy juthatnak be.
- Superman győzelme után a sarkvidéki őrség letartóztatja és elviszi Lex Luthort, aki még mindig alkudozni próbál Supermannel. Sőt, jobban megnézve az is látható, hogy a három kryptoni lázadót is letartóztatták (így egyértelművé válik, hogy Superman nem ölte meg őket).
- Miután Superman legyőzte ellenségeit, lerombolja a Magány Erődjét.
- A film vége felé Clark Kent a szerkesztőség épületében beleütközik egy kopasz, magas férfiba, aki erre gorombán szól hozzá. Ez eszébe juttatja Clarknak, hogy lezáratlan ügye van az őt megverő kamionossal.

A kanadai CFCF12 szintén bemutatott egy saját vágású verziót, amely egyetlen alkalommal került képernyőre. Ez a változat a következő jeleneteket tartalmazza, amelyek az ABC-féle változatban nem fordulnak elő:
- Lex Luthor és Miss Teschmaker gyönyörködnek a Magány Erődjében.
- Egy kislány nézi a tévében a három kryptoni kisvárosi pusztítását.
- Míg Superman harcol a lázadókkal, a szerkesztőségben Jimmy Olsen hoz egy kávét Perry White-nak. Lex Luthor elveszi tőle, mire Jimmy közli, hogy az a főnöké. Luthor válasza: a főnök megkapta.
- A Magány Erődje elhagyása után Luthor és Superman alkudozása hosszabb.
- Hosszabb beszélgetés Superman és Lois között, a Magány Erődjének megsemmisítése után.

A külföldi televíziós társaságok számára egy még hosszabb változatot értékesítettek, Expanded International Cut néven, ennek újravágásával többféle változatban is képernyőre került a film. Utoljára az ausztrál 10-es csatorna mutatta be hivatalosan. Ennek felhasználásával rajongók elkészítették a Restored International Cut című verziót. Ezt egy ideig ingyenesen terjesztették, majd miután a Warner perrel fenyegetőzött, a hivatalos forgalmazást befejezték, de kéz alatt továbbra is hozzá lehet jutni. A következő jelenetek kerültek be a fentebb felsoroltakon kívül:
- Bizonyos változatokban a megtámadott kisvárosból egy fiú lovon elindul segítséget kérni. Zod megtiltja, hogy bárki is elmenjen. Non a fiú után dobja a rendőrautóról lelopott piros villogót, hogy megölje őt. Az egyik városlakó felkiált, hogy csak egy kisfiú volt, mire Ursa válasza: sose lesz belőle férfi.
- Egy fiatal nő futballközvetítést néz, amit a három kryptoni támadásáról szóló tudósítás miatt megszakítanak. A nő felhívja a tévétársaságot, és követeli, hogy kapcsoljanak vissza a mérkőzésre.
- Egy japán kislány nézi a tudósítást a kryptoniak támadásáról. Az apja figyelmezteti, hogy nem kellene ilyen erőszakos képeket néznie, mire a gyerek válasza: Fogd be!.
- Hosszabb az a jelenet, amikor Clark és Lois autóval utazik haza az Északi-sarkvidékről.
- Amikor Zod gépfegyverrel lövöldözik a Fehér Házban, megöl egy fiatal őrt, majd belelő Nixon portréjába.

Richard Donner 2006-ban Margot Kidder és Gene Hackman javaslatára és a stúdió engedélyével az általa forgatott és később kihagyott jelenetek felhasználásával elkészítette saját rendezői változatát Superman II: The Richard Donner Cut címmel. Mivel bizonyos jeleneteket nem sikerült leforgatnia, helyenként próbafelvételeket, illetve Lester-féle jeleneteket is felhasznált.
A filmnek több rajongói vágású verziója is készült, amelyek különböző módokon próbálják ötvözni Donner és Lester változatát, illetve helyenként a televíziós kópiák jeleneteit is beleveszik.
Magyarországon a moziváltozathoz egyetlen szinkron készült az HBO megbízásából. A magyar hangok többsége megegyezik az első rész eredeti szinkronjával. (A DVD-kiadáshoz egyedül ezt a részt nem szinkronizálták újra, mivel nem tartalmazott plusz jelenetet és a főszereplő magyar hangja Rátóti Zoltán volt). A Donner-féle változathoz az MTVA megbízásából készült szinkron. A kétféle változatban a címszereplő (Rátóti Zoltán) és Perry White (Beregi Péter) magyar hangja egyezik, valamint Jor-El hangja itt is Vass Gábor, akárcsak az első rész eredeti szinkronjában és rendezői változatában.

## Fogadtatása
A Superman II elődjéhez képest vitatottabb alkotás, de – részben az előzőleg lerakott alapoknak köszönhetően – sikerült népszerűvé válnia, többnyire elismerik méltó folytatásként.
Leginkább a Lester által belevitt, oda nem illő komikus elemeket kifogásolják (bár még nincsenek olyan szinten, mint a Superman III-ban). A kryptoniak szupererejét pedig helyenként szabadosan értelmezték, olyan képességek is megjelentek, amik a képregényben és az első filmben még nem fordultak elő.
Pozitívumként értékelik, hogy Superman hozzá méltó erejű, kellően gonosz ellenségeket kapott, akiket Terence Stamp és Sarah Douglas emlékezetesen alakított. Mivel már nem kellett foglalkozni az eredettörténettel, több teret kapott az akció, emiatt a rajongók között akadnak, akik jobb filmnek is tartják, mint az elsőt. A Lois Lane és Clark Kent/Superman közti szerelemi szálat is sikerült úgy bemutatni, hogy az kellően érzelmes, de ne túl érzelgős legyen.

## Díjak, jelölések
- Szaturnusz-díj 1982:
  - legjobb sci-fi film
- Szaturnusz-díj jelölés 1982:
  - Christopher Reeve, legjobb színész
  - Margot Kidder, legjobb színésznő
  - legjobb zene